# صاریغ دم‌حلقه‌ای آلبرتیس
صاریغ دم‌حلقه‌ای آلبرتیس (نام علمی: Pseudochirops albertisii) کیسه‌داری از تیره شبه‌دستان، سردهٔ شبه‌دست‌ها است که در اندونزی و پاپوآ گینه نو یافت می‌شود. در سیاهه قرمز IUCN، این جانور در وضعیت در نزدیکی تهدید طبقه‌بندی شده است.